# Szamoszi alagút
A szamoszi alagút az ókori görög mérnöki tudomány egyik kevésbé ismert példája. Ennek oka, hogy a föld alatt épült, és a 19. századig a feledés homályába merült.
Az alagutat Kr. e. 525 körül építették a görög Szamosz szigetén. Átmérője 2 méter, hossza 1036 méter, végig hegy alatt fut.
Szamosz uralkodója, Polükratész rendelte el a csatorna megépítését. A csatorna célja az volt, hogy vizet szállíthassanak benne a fővárosba, ami a hegy túloldalán volt. Polükratész városában nem volt víz, és a vezető jól látta, hogy egy esetleges támadás esetén a várost megadásra kényszerítené a vízhiány.
Eupalinosz volt az a mérnök, akit megbíztak az alagút megépítésével. Az alagút ásását mindkét oldalon egyszerre kezdték el. Eupalinosz valószínűleg jelölőoszlopokat helyezett el a hegy oldalán, így tájékozódtak. A munka végeztével megnyitották az alagutat.
Polükratész tudta: ha az ellenség megtudja, hol van az alagút, könnyen megtámadhatja őket. Ez így is történt: Kr. e. 439-ben az athéniak megtámadták a várost.

## Külső hivatkozások
- Dan Hughes: The Tunnel of Eupalinos
- Michael Lahanas: The Eupalinos Tunnel of Samos
- The Eupalinian aqueduct by the Greek Ministry of Culture
- Tom M. Apostol: The Tunnel of Samos